# Nicolás Previtali
Martín Nicolás Previtali (n. Ramos Mejía, Argentina; 7 de julio de 1995) es un futbolista argentino. Juega de centrocampista y su equipo actual es Atlanta de la Primera Nacional.

## Trayectoria
Previtali inició su carrera en las filas del Club Atlético Atlanta de la Primera B Metropolitana. Apareció desde el banquillo dos veces en la temporada 2016, antes de hacer su primera aparición el 22 de octubre de 2016 contra el Club Atlético Platense. Después de cincuenta y ocho apariciones en cuatro temporadas en el tercer nivel del fútbol argentino, Previtali anotó su primer gol en la victoria por 3-1 sobre el Club Justo José de Urquiza en 2018.
En la temporada 2021, Nicolás firmó con Independiente del Valle de Sangolquí en Ecuador, equipo con el cual disputará la LigaPro Serie A y Copa Ecuador, siendo esta su primera experiencia internacional en Sudamérica, además tendrá la oportunidad de disputar la Copa Libertadores de América.
En julio del 2023, se marchó cedido al Montevideo City Torque.

## Estadísticas

### Clubes
Actualizado al último partido jugado el 16 de junio de 2023.
| Club                              | Temporada     | Liga          | Liga  | Liga  | Copas nacionales | Copas nacionales | Copa de la Liga | Copa de la Liga | Copas internacionales | Copas internacionales | Otros | Otros | Total | Total |
| Club                              | Temporada     | Div.          | Part. | Goles | Part.            | Goles            | Part.           | Goles           | Part.                 | Goles                 | Part. | Goles | Part. | Goles |
| --------------------------------- | ------------- | ------------- | ----- | ----- | ---------------- | ---------------- | --------------- | --------------- | --------------------- | --------------------- | ----- | ----- | ----- | ----- |
| Atlanta Argentina                 | 2016          | 3.ª           | 2     | 0     | 0                | 0                | —               | —               | —                     | —                     | 0     | 0     | 2     | 0     |
| Atlanta Argentina                 | 2016-17       | 3.ª           | 17    | 0     | 0                | 0                | —               | —               | —                     | —                     | 0     | 0     | 17    | 0     |
| Atlanta Argentina                 | 2017-18       | 3.ª           | 24    | 0     | 3                | 0                | —               | —               | —                     | —                     | 1     | 0     | 28    | 0     |
| Atlanta Argentina                 | 2018-19       | 3.ª           | 28    | 1     | 1                | 0                | —               | —               | —                     | —                     | 0     | 0     | 29    | 1     |
| Atlanta Argentina                 | 2019-20       | 2.ª           | 22    | 1     | 0                | 0                | —               | —               | —                     | —                     | 0     | 0     | 22    | 1     |
| Atlanta Argentina                 | 2020          | 2.ª           | 7     | 0     | 0                | 0                | —               | —               | —                     | —                     | 0     | 0     | 7     | 0     |
| Atlanta Argentina                 | Total club    | Total club    | 100   | 2     | 4                | 0                | 0               | 0               | 0                     | 0                     | 1     | 0     | 105   | 2     |
| Independiente del Valle · Ecuador | 2021          | 1.ª           | 29    | 2     | 1                | 0                | —               | —               | 3                     | 0                     | 0     | 0     | 33    | 2     |
| Independiente del Valle · Ecuador | 2022          | 1.ª           | 6     | 0     | 0                | 0                | —               | —               | 2                     | 0                     | 0     | 0     | 8     | 0     |
| Independiente del Valle · Ecuador | 2023          | 1.ª           | 11    | 0     | 1                | 0                | —               | —               | 4                     | 0                     | 0     | 0     | 16    | 0     |
| Independiente del Valle · Ecuador | Total club    | Total club    | 46    | 2     | 2                | 0                | 0               | 0               | 9                     | 0                     | 0     | 0     | 57    | 2     |
| Total carrera                     | Total carrera | Total carrera | 146   | 2     | 6                | 0                | 0               | 0               | 9                     | 0                     | 1     | 0     | 162   | 4     |
| 1. 2.                             |               |               |       |       |                  |                  |                 |                 |                       |                       |       |       |       |       |

## Palmarés

### Campeonatos nacionales
| Título               | Club                    | Año  |
| -------------------- | ----------------------- | ---- |
| Serie A de Ecuador   | Independiente del Valle | 2021 |
| Copa Ecuador         | Independiente del Valle | 2022 |
| Supercopa de Ecuador | Independiente del Valle | 2023 |

### Campeonatos internacionales
| Título              | Club                    | Año  |
| ------------------- | ----------------------- | ---- |
| Copa Sudamericana   | Independiente del Valle | 2022 |
| Recopa Sudamericana | Independiente del Valle | 2023 |